# Mormia tenebrosa
Mormia tenebrosa és una espècie d'insecte dípter pertanyent a la família dels psicòdids que es troba a les illes Canàries.